# 和道流
和道流是日本空手道和柔術中的一個流派，由武術家大塚博紀創立。

## 和道流空手道
大塚博紀在神道揚心流、為我流這兩種派別的柔術上頗有成就，後來跟隨船越義珍、本部朝基、摩文仁賢和學習空手道，又融合了新陰流等日本古代劍術，創立了和道流。這個流派剛創立時的名稱是「神州和道流空手術」，後來改名「和道流」。
目前，和道流與松涛馆流、剛柔流、糸东流，並稱為空手道的四大流派。

### 型
大塚博紀所創立的型有如下16個：
- 基本形
- 平安貳段
- 平安初段
- 平安参段
- 平安四段
- 平安五段
- ナイハンチ
- 公相君
- セイシャン
- チントウ
- バッサイ
- ジオン
- ニーセイシ
- ジッテ
- ローハイ
- ワンシュウ

全日本空手道聯盟指定的型如下：
- 第一指定形：鎮東、征三
- 第二指定形：公相君、二十四

## 和道流柔術拳法
大塚博紀將自己修煉的空手道融入了柔道中，創立了和道流柔術拳法。和道流柔術拳法是以神道揚心流柔術為母體，融入了為我流等柔術流派以及空手道的特長，而形成的新的流派。現在，和道流柔術拳法以柔術流派的身份，加盟於日本古武道協會。但是，和道流柔術拳法只對和道流空手道的有段者進行傳授。

## 主要會派團體
- 拳志會
- 全日本空手道聯盟和道會
- 和道流空手道聯盟
- 國際拳志會空手道聯盟
- 日本空手道教育研究會